# North Central Airlines
North Central Airlines era una compagnia aerea regionale nel Midwest degli Stati Uniti. Fondata come Wisconsin Central Airlines nel 1944 a Clintonville, Wisconsin, la compagnia si trasferì a Madison nel 1947. Fu anche il momento in cui nacque il logo "Herman the Duck" sul primo Lockheed Electra 10A della Wisconsin Central, l'NC14262, nel 1948. La sua sede centrale venne spostata per la seconda volta, stavolta a Minneapolis – St. Paul, nel 1952.
A seguito di una fusione con la Southern Airways nel 1979, North Central è diventata Republic Airlines, che a sua volta è stata fusa in Northwest Airlines nel 1986. Infine Northwest Airlines si fuse in Delta Air Lines nel 2010.

## Storia

### Wisconsin Central Airlines

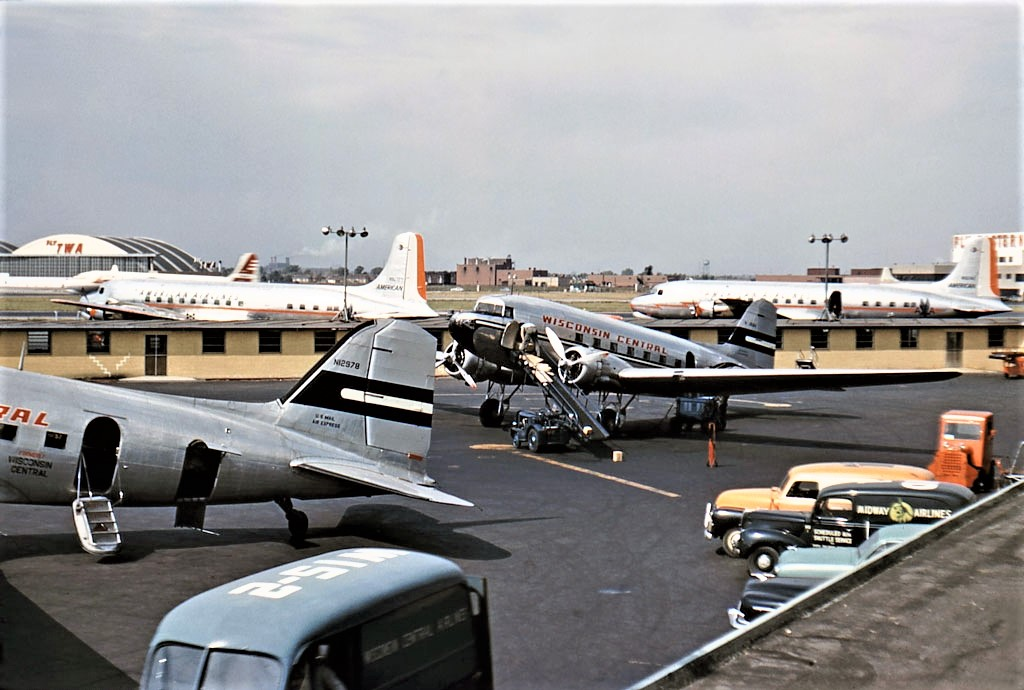
Un paio di DC-3 in livrea Wisconsin Central.

Nel 1939 la Four Wheel Drive Auto Company (FWD), una importante compagnia produttrice di trasmissioni a quattro ruote e autocarri pesanti con sede a Clintonville, nel Wisconsin, aprì un dipartimento di volo e scambiò un camion aziendale con un biplano Waco. Nel 1944 i dirigenti dell'azienda decisero di avviare una compagnia aerea denominata Wisconsin Central Airlines, e il servizio iniziò tra sei città del Wisconsin nel 1946. Ciò portò la compagnia ad acquistare due Cessna UC-78 Bobcat e, subito dopo, tre Lockheed Electra 10A. I voli certificati iniziarono con gli Electra verso 19 aeroporti il 25 febbraio 1948; maggiori entrate consentirono l'acquisto di altri tre Electra 10A, quindi sei Douglas DC-3.

### Dopo la Wisconsin Central
Nel 1952 la compagnia aerea trasferì la propria sede dal Wisconsin a Minneapolis, nel Minnesota; nel dicembre dello stesso anno il loro nome venne cambiato in North Central Airlines. Ben presto la compagnia aerea si trovò in difficoltà finanziarie quando il presidente Francis Higgins se ne andò, nominando Hal Carr il presidente. Carr liberò rapidamente l'azienda dai debiti e la rese più affidabile. Nel corso del tempo la compagnia aerea ampliò la propria flotta a 32 DC-3.

### Una compagnia aerea in crescita
Nell'ottobre 1952 la Wisconsin Central prevedeva voli per 28 aeroporti, tutti a ovest del Lago Michigan, da Chicago a Fargo e Grand Forks. Aggiunse Detroit nel 1953, Omaha e Dakota nel 1959, Denver nel 1969 e voli diretti da Milwaukee al LaGuardia di New York nel 1970. Nel 1959 aggiunse alla flotta cinque Convair 340 della Continental Airlines, i primi ad entrare servizio nel 1959. Nel 1960 la North Central raggiunse il milione di passeggeri; nel maggio 1968 collegava 64 aeroporti, di cui due in Canada. I voli dei turboelica (come i Convair 580) iniziarono nell'aprile 1967.

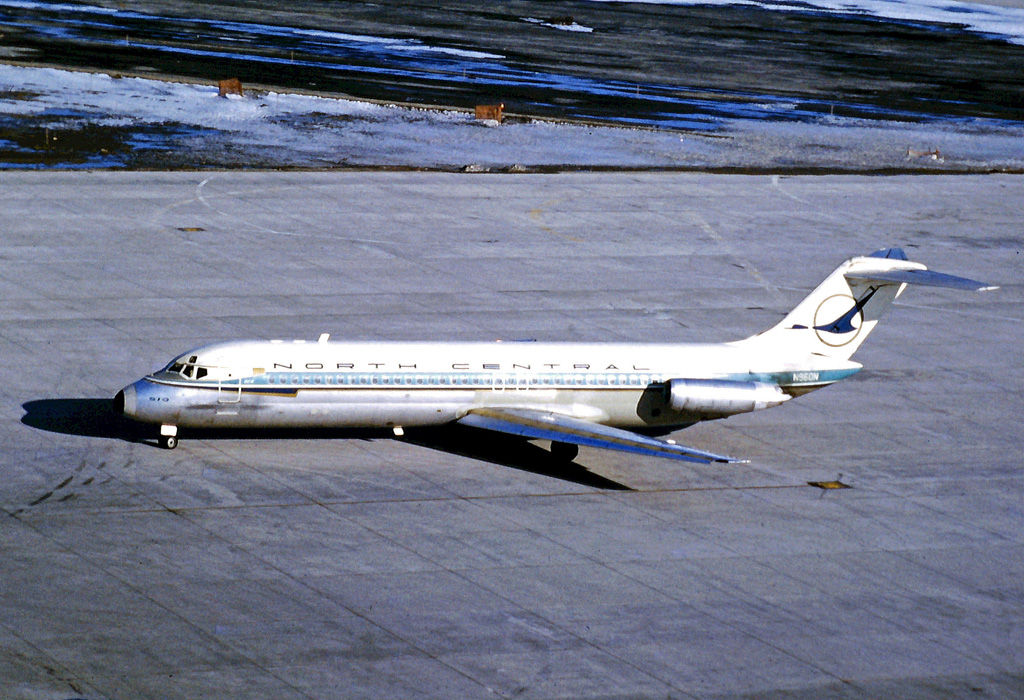
Un DC- 9-31 North Central presente all'Aeroporto Internazionale di Toronto-Pearson nel 1971, uguale a quello coinvolto l'anno dopo in una collisione all'aeroporto di Chicago.

Come altre compagnie aeree di servizio locali, la North Central veniva sovvenzionata; nel 1962 le sue "entrate" di $ 27,2 milioni includevano $ 8,5 milioni "Pub. serv. rev."

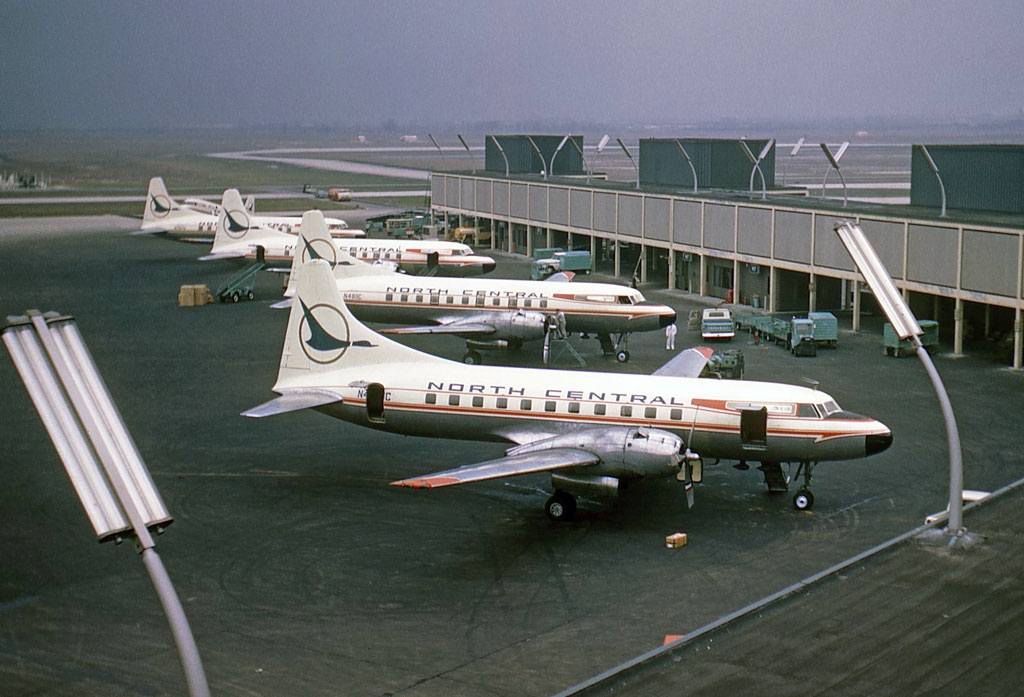
Quattro Convair CV-440 North Central parcheggiati all'Aeroporto Internazionale Chicago-O'Hare il 18 aprile 1966.

La compagnia aerea collaborò con il governo degli Stati Uniti per aiutare le compagnie aeree in difficoltà in Sud America. Il primo dei cinque Douglas DC-9-31 entrò in servizio nel settembre 1967, in aggiunta i Convair 340 e 440 furono tutti convertiti in 580; la compagnia aerea acquisì altri DC-9 ed arrivò a contare 29 CV-580. L'ultimo volo di un DC-3 risale all'inizio del 1969; l'NC fu l'ultima compagnia aerea ad usarlo negli Stati Uniti.
Nel 1969 North Central Airlines trasferì la sua sede nella parte sud dell'Aeroporto Internazionale di Minneapolis-Saint Paul. Nel 2009 l'edificio divenne la Struttura Manutenzione e Amministrazione C della Northwest Airlines. Ora viene utilizzato dalla Delta Air Lines dopo la sua fusione nel 2008 con Northwest.
Il Civil Aeronautics Board (CAB) classificò la North Central come "vettore di servizio locale", che volava verso città in una data regione e trasportando i passeggeri a "linee aeree" più grandi che volavano a livello nazionale. Alla fine North Central fu autorizzata ad operare alcune rotte al di fuori del Midwest: al National di Washington DC, al LaGuardia di New York, Boston, Denver e Tucson. Dopo la deregolamentazione del settore aereo, North Central si espanse e ottenne il McDonnell Douglas DC-9-50, il suo aereo più grande.

### Fusioni
La North Central acquistò la Southern Airways con sede ad Atlanta e le due compagnie aeree formarono Republic Airlines nel luglio 1979, la prima fusione dopo la deregolamentazione delle compagnie aeree. La Republic presto prese di mira la Hughes Airwest, con sede a San Francisco, per l'acquisizione, e l'accordo venne finalizzato nel mese di ottobre 1980 per 38,5 milioni di dollari. Con addosso il peso dei debiti di due acquisizioni e dei nuovi aerei, la compagnia aerea lottò per rimanere in piedi nei primi anni '80, arrivando persino ad introdurre la mascotte versione umanizzata Herman the Duck.
La Republic mantenne gli hub North Central a Detroit e Minneapolis e quello della Southern a Memphis. In pochi anni chiuse l'ex hub della Hughes Airwest a Phoenix e smantellò gran parte della sua rete di rotte negli Stati Uniti occidentali; inoltre ridusse la consistente stazione della North Central a Chicago-O'Hare. Anche la sua equivalente della Southern all'Hartsfield di Atlanta. Republic Airlines ridimensionò rapidamente le operazioni North Central verso e tra gli aeroporti più piccoli nel Midwest superiore, concentrando la propria flotta negli hub di Detroit e Minneapolis.
Nel 1986 Republic Airlines si fuse con Northwest Orient Airlines, anch'essa con sede a Minneapolis e una grande presenza a Detroit, che pose fine all'eredità di Wisconsin Central e North Central. A seguito della fusione, la nuova compagnia aerea divenne Northwest Airlines (lasciando cadere l'"Orient"), fusa in Delta Air Lines nel 2008. Una volta che la fusione è stata finalizzata all'inizio del 2010, il marchio Northwest Airlines è stato completamente ritirato con il nome Delta Air Lines successore di North Central Airlines.

### Codici
Quando la North Central Airlines iniziò le operazioni, il codice ICAO della compagnia era "NOR", successivamente cambiato in "NCA". Quando l'ICAO è passato da 3 a 2 caratteri, North Central divenne "NC", lo stesso del suo codice IATA.

## Flotta

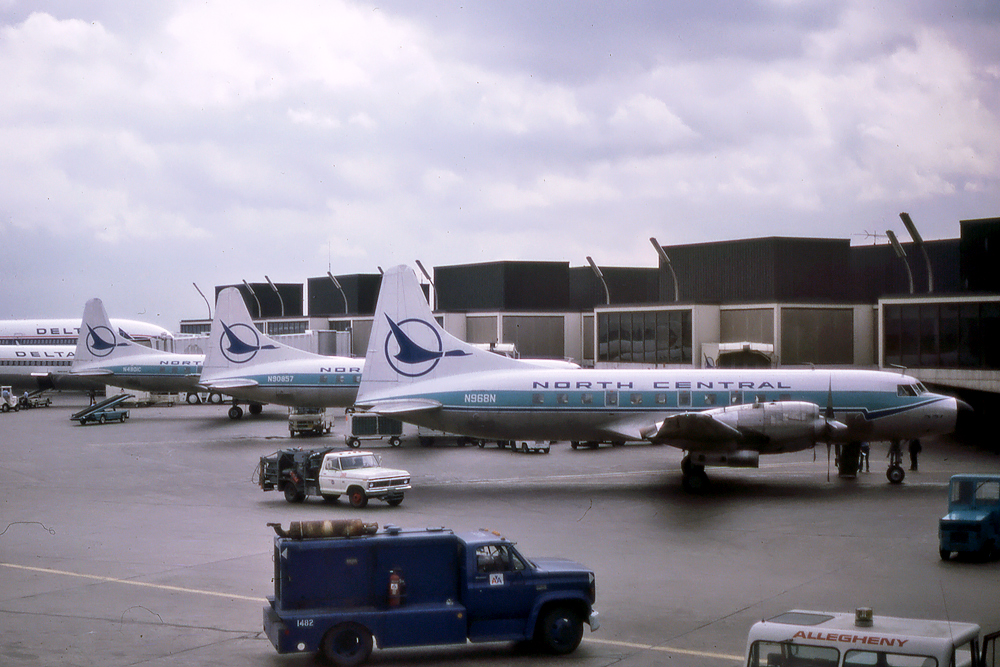
La maggior parte dei Convair 580 della North Central erano i soliti CV-440 riconvertiti in apparecchi più moderni.

## Incidenti
- 24 giugno 1968 - Un aereo della North Central Airlines recise un cavo sulla torre alta 619 m della KELO-TV (Sioux Falls, in Sud Dakota). La torre di Rowena era in servizio da meno di un anno e rimase completamente distrutta. Fortunatamente l'aereo atterrò in sicurezza senza feriti.
- 4 agosto 1968 - Il volo 261, un Convair CV-580, in collisione con un Cessna 150 11,5 miglia (19 km) a sud ovest dell'Aeroporto Internazionale Generale Mitchell a Milwaukee a 2 700 piedi (823 m), con il Convair proveniente da Chicago che discese per un avvicinamento alla pista 7. La sezione della cabina del Cessna, diretto a nord-ovest, sbatté contro il vano bagagli anteriore del Convair. Quest'ultimo perse l'energia elettrica e il motore destro si spense a causa di un'elica danneggiata; il capitano eseguì con successo un atterraggio di emergenza sei minuti dopo. Tutti e tre gli adolescenti a bordo del Cessna morirono e il primo ufficiale del Convair rimase ferito, ma gli altri 3 membri dell'equipaggio e 8 passeggeri non riportarono alcuna ferita. Un forte accumulo di sporcizia formata da insetti morti sul parabrezza del Cessna è stato citato come fattore determinante.
- 27 dicembre 1968 - Il volo North Central 458, un altro Convair CV-580, si schiantò in un hangar mentre tentava di atterrare all'aeroporto internazionale Chicago-O'Hare, uccidendo 27 delle 45 persone a bordo e una a terra, e ferendone sei a terra.
- 23 aprile 1970 - Il volo 945, un DC-9 con destinazione l'aeroporto Sault Ste. Marie fu dirottato poco dopo la partenza dall'aeroporto regionale di Pellston. Il dirottatore chiedeva di essere portato a Detroit. Venne neutralizzato in fretta e non ci sono furono vittime.
- 29 giugno 1972 - Tutti i cinque occupanti a bordo (3 membri dell'equipaggio e 2 passeggeri) del volo 290, un Convair CV-580, rimasero uccisi quando il velivolo entrò in collisione con il volo 671 dell'Air Wisconsin, un de Havilland Canada DHC-6 Twin Otter, con otto occupanti (i due piloti e sei passeggeri). Entrambi si schiantarono nell'estremità nord del lago Winnebago, 3 miglia (5 km) a est di Neenah, nel Wisconsin, senza nessun superstite. La collisione avvenne a 2 500 piedi (762 m) in una tarda mattinata per lo più limpida ma nebbiosa quando il 290, con due ore di ritardo, si avvicinò a Oshkosh da Green Bay. Il volo dell'Air Wisconsin era partito da Chicago e la sua rotta era stata tracciata da Sheboygan ad Appleton. Entrambi gli apparecchi operavano secondo le regole del volo a vista.
- 20 dicembre 1972 - Il volo 575, un DC-9-31, fu autorizzato da un controllore del traffico aereo per il decollo dall'aeroporto internazionale di Chicago-O'Hare, mentre il volo Delta Air Lines 954, un Convair CV-880 atterrato da poco, fu autorizzato a rullare attraverso la pista verso un'area di attesa. Il DC-9 aveva appena iniziato la rotazione nella fitta nebbia quando tagliò la coda del CV-880. Dieci delle 45 persone a bordo del DC-9 furono uccise nella collisione e nello schianto risultanti, riportando 15 feriti; c'erano due feriti lievemente sul CV-880 della Delta.
- 25 luglio 1978 - Il volo 801 partì dall'aeroporto di Kalamazoo nel Michigan alle 7:00 EDT in mezzo alla nebbia. Il Convair 580 colpì un volatile subito dopo essere decollato dalla pista 17 e perse potenza nel motore sinistro. Riuscì a rimanere in aria per altri 79 secondi, virando a sinistra, quindi atterrò in un campo di grano a est dell'aeroporto. Dei 40 passeggeri e tre membri dell'equipaggio a bordo, 2 passeggeri e un membro dell'equipaggio riportarono rimasero feriti gravemente, ma non ci fu alcuna vittima. Il rapporto dell'NTSB attribuì la causa dell'incidente alla mancata osservanza da parte del capitano delle corrette procedure di emergenza.